# Mexx Meerdink
Mexx Meerdink (Winterswijk, Países Bajos, 24 de julio de 2003) es un futbolista neerlandés que juega de delantero en el AZ Alkmaar de la Eredivisie.

## Trayectoria
Debutó en la Eerste Divisie el 10 de diciembre de 2021, apareciendo como suplente en la derrota por 3-2 a domicilio ante el ADO La Haya.

## Estadísticas

### Clubes
Actualizado al último partido disputado el 18 de diciembre de 2024.
| Club                            | Div.          | Temporada     | Liga  | Liga  | Liga   | Copas nacionales | Copas nacionales | Copas nacionales | Copas internacionales | Copas internacionales | Copas internacionales | Total | Total | Total  |
| Club                            | Div.          | Temporada     | Part. | Goles | Asist. | Part.            | Goles            | Asist.           | Part.                 | Goles                 | Asist.                | Part. | Goles | Asist. |
| ------------------------------- | ------------- | ------------- | ----- | ----- | ------ | ---------------- | ---------------- | ---------------- | --------------------- | --------------------- | --------------------- | ----- | ----- | ------ |
| Jong AZ · Países Bajos          | 2.ª           | 2021-22       | 16    | 2     | 0      | —                | —                | —                | —                     | —                     | —                     | 16    | 2     | 0      |
| Jong AZ · Países Bajos          | 2.ª           | 2022-23       | 19    | 8     | 0      | —                | —                | —                | —                     | —                     | —                     | 19    | 8     | 0      |
| Jong AZ · Países Bajos          | 2.ª           | 2023-24       | 17    | 4     | 6      | —                | —                | —                | —                     | —                     | —                     | 17    | 4     | 6      |
| AZ Alkmaar · Países Bajos       | 1.ª           | 2022-23       | 6     | 0     | 0      | 0                | 0                | 0                | 3                     | 0                     | 0                     | 9     | 0     | 0      |
| AZ Alkmaar · Países Bajos       | 1.ª           | 2023-24       | 2     | 0     | 0      | 0                | 0                | 0                | 0                     | 0                     | 0                     | 2     | 0     | 0      |
| S. B. V. Vitesse · Países Bajos | 1.ª           | 2023-24       | 7     | 0     | 0      | 1                | 0                | 0                | —                     | —                     | —                     | 8     | 0     | 0      |
| S. B. V. Vitesse · Países Bajos | Total club    | Total club    | 7     | 0     | 0      | 1                | 0                | 0                | 0                     | 0                     | 0                     | 8     | 0     | 0      |
| Jong AZ · Países Bajos          | 2.ª           | 2024-25       | 1     | 0     | 0      | —                | —                | —                | —                     | —                     | —                     | 1     | 0     | 0      |
| Jong AZ · Países Bajos          | Total club    | Total club    | 53    | 14    | 6      | 0                | 0                | 0                | 0                     | 0                     | 0                     | 53    | 14    | 6      |
| AZ Alkmaar · Países Bajos       | 1.ª           | 2024-25       | 13    | 4     | 0      | 1                | 0                | 0                | 6                     | 0                     | 0                     | 20    | 4     | 0      |
| AZ Alkmaar · Países Bajos       | Total club    | Total club    | 21    | 4     | 0      | 1                | 0                | 0                | 9                     | 0                     | 0                     | 31    | 4     | 0      |
| Total carrera                   | Total carrera | Total carrera | 81    | 18    | 6      | 2                | 0                | 0                | 9                     | 0                     | 0                     | 92    | 18    | 6      |